# Lijst van voetbalinterlands Finland - IJsland
Deze lijst van voetbalinterlands is een overzicht van alle officiële voetbalwedstrijden tussen de nationale teams van Finland en IJsland. De landen speelden tot op heden veertien keer tegen elkaar, te beginnen met een vriendschappelijke wedstrijd op 2 juli 1948 in Reykjavik. Het laatste duel, eveneens een vriendschappelijke wedstrijd, vond plaats op 26 maart 2022 in Murcia (Spanje).

## Wedstrijden
| №  | Plaats                 | Datum            | Competitie           | Wedstrijd         | Uitslag |
| -- | ---------------------- | ---------------- | -------------------- | ----------------- | ------- |
| 1  | Reykjavik              | 2 juli 1948      | Vriendschappelijk    | IJsland – Finland | 2 – 0   |
| 2  | Helsinki               | 29 juni 1956     | Vriendschappelijk    | Finland – IJsland | 2 – 1   |
| 3  | Reykjavik              | 23 augustus 1964 | Vriendschappelijk    | IJsland – Finland | 0 – 2   |
| 4  | Helsinki               | 24 juli 1969     | Vriendschappelijk    | Finland – IJsland | 3 – 1   |
| 5  | Reykjavik              | 19 augustus 1974 | Vriendschappelijk    | IJsland – Finland | 2 – 2   |
| 6  | Helsinki               | 14 juli 1976     | Vriendschappelijk    | Finland – IJsland | 1 – 0   |
| 7  | Reykjavík              | 25 juni 1980     | Vriendschappelijk    | IJsland – Finland | 1 – 1   |
| 8  | Helsinki               | 11 juli 1982     | Vriendschappelijk    | Finland – IJsland | 3 – 2   |
| 9  | La Manga del Mar Menor | 2 februari 2000  | Vriendschappelijk    | Finland – IJsland | 0 – 1   |
| 10 | Vantaa                 | 30 april 2003    | Vriendschappelijk    | Finland – IJsland | 3 – 0   |
| 11 | Abu Dhabi              | 13 januari 2016  | Vriendschappelijk    | Finland − IJsland | 0 − 1   |
| 12 | Reykjavik              | 6 oktober 2016   | WK 2018 kwalificatie | IJsland – Finland | 3 – 2   |
| 13 | Tampere                | 2 september 2017 | WK 2018 kwalificatie | Finland − IJsland | 1 − 0   |
| 14 | Murcia                 | 26 maart 2022    | Vriendschappelijk    | Finland – IJsland | 1 – 1   |

## Samenvatting
| Competitie        | Totaal gespeeld | Winst Finland | Gelijk | Winst IJsland | Doelsaldo Finland – IJsland |
| ----------------- | --------------- | ------------- | ------ | ------------- | --------------------------- |
| WK-kwalificatie   | 2               | 1             | 0      | 1             | 3 − 3                       |
| Vriendschappelijk | 12              | 6             | 3      | 3             | 18 − 12                     |
| Totaal            | 14              | 7             | 3      | 4             | 21 − 15                     |

Wedstrijden bepaald door strafschoppen worden, in lijn met de FIFA, als een gelijkspel gerekend.

## Details

### Eerste ontmoeting
| Vriendschappelijk (Reykjavik, IJsland, 2 juli 1948):                                                                                          |       |         |
| IJsland | 2 – 0 | Finland |
| Ríkharður Jónsson 85' Ríkharður Jónsson 88'                                                                                                   | goals |         |
| - Debuut van Ólafur Hannesson (KR Reykjavík) en Einar Halldórsson (Valur) voor IJsland. - Debuut van Matti Paananen (KTP Kotka) voor Finland. |       |         |

### Vijfde ontmoeting
| Vriendschappelijk (Reykjavik, IJsland, 19 augustus 1974): |       |                                            |
| IJsland                                                   | 2 – 2 | Finland                                    |
| Teitur Thórdarson 5' Marteinn Geirsson 10'                | goals | 45' Matti Paatelainen 59' Juha-Pekka Laine |

### Zevende ontmoeting
| Vriendschappelijk (Reykjavik, IJsland, 25 juni 1980): |       |                 |
| IJsland                                               | 1 – 1 | Finland         |
| Pétur Pétursson 84'                                   | goals | ??' Ari Tissari |

### Achtste ontmoeting
| Vriendschappelijk (Helsinki, Finland, 11 juli 1982): |       |                                                 |
| Finland                                              | 3 – 2 | IJsland                                         |
| Keijo Kousa ??' Atik Ismail ??' Olavi Himanka ??'    | goals | 55' (pen.) Martein Geirsson 70' Atli Edvaldsson |

### Negende ontmoeting
| Vriendschappelijk (La Manga del Mar Menor, Spanje, 2 februari 2000): |       |                       |
| Finland                                                              | 0 – 1 | IJsland               |
|                                                                      | goals | 45' Rikhardur Dadason |

### Tiende ontmoeting
| Vriendschappelijk (Vantaa, Finland, 30 april 2003): |              | |
| Finland | 3 – 0        | IJsland |
| Jari Litmanen 55' (pen.) Mikael Forssell 57' Jonatan Johansson 79' | goals        | |
| Antti Muurinen | bondscoach   | Atli Eðvaldsson |
| Jussi Jääskeläinen 46' Ville Nylund Janne Saarinen 46' Sami Hyypiä 63' Toni Kuivasto Simo Valakari Mika Nurmela Jari Ilola 56' Mikael Forssell 84' Jari Litmanen 68' Joonas Kolkka 72' | opstellingen | Árni Gautur Arason Gylfi Einarsson Arnar Þór Viðarsson 46' Lárus Orri Sigurðsson Indriði Sigurðsson Rúnar Kristinsson Hermann Hreiðarsson 56' Arnar Grétarsson Eiður Guðjohnsen Joey Guðjónsson 72' Arnar Gunnlaugsson |
| Peter Enckelman 46' Markus Heikkinen 46' Peter Kopteff 56' Jussi Nuorela 63' Jonatan Johansson 68' Paulus Roiha 72' Rami Hakanpää 84'                                                  | wissels      | 46' Ívar Ingimarsson 56' Brynjar Björn Gunnarsson 72' Veigar Páll Gunnarsson |
| | gele kaarten | 54' Joey Guðjónsson 56' Eiður Guðjohnsen |

### Elfde ontmoeting
| Vriendschappelijk (Abu Dhabi, Verenigde Arabische Emiraten, 13 januari 2016):                                                                           |       |                            |
| Finland | 0 – 1 | IJsland                    |
| | goals | 17' Arnór Ingvi Traustason |
| - Debuut van Matej Hradecký (TPS Turku) voor Finland. - Debuut van Haraldur Björnsson (Östersunds FK) en Garðar Gunnlaugsson (IA Akranes) voor IJsland. |       |                            |

### Dertiende ontmoeting
| WK 2018 kwalificatie (Tampere, Finland, 2 september 2017): |       |         |
| Finland                                                    | 1 – 0 | IJsland |
| Alexander Ring 8'                                          | goals |         |

Finse voetbalbond · A-internationals · Bondscoaches · Statistieken · Fins vrouwenelftal · Olympisch elftal · Finland U21 · Finland U20 · Finland U19 · Finland U18 · Finland U17 · Finland U16
1911 – 1919 ·
1920 – 1929 ·
1930 – 1939 ·
1940 – 1949 ·
1950 – 1959 ·
1960 – 1969 ·
1970 – 1979 ·
1980 – 1989 ·
1990 – 1999 ·
2000 – 2009 ·
2010 – 2019 ·
2020 − 2029
EK 2020
OS 1912 ·
OS 1936 ·
OS 1952 ·
OS 1980
1911 · 
1912 · 
1913 · 
1914 · 
1915 · 1916 · 1917 · 1918 · 
1919 · 
1920 · 
1921 · 
1922 · 
1923 · 
1924 · 
1925 · 
1926 · 
1927 · 
1928 · 
1929 · 
1930 · 
1931 · 
1932 · 
1933 · 
1934 · 
1935 · 
1936 · 
1937 · 
1938 · 
1939 · 
1940 · 
1941 · 
1942 · 
1943 · 
1944 · 
1945 · 
1946 · 
1947 · 
1948 · 
1949 · 
1950 · 
1952 · 
1952 · 
1953 · 
1954 · 
1955 · 
1956 · 
1957 · 
1958 · 
1959 · 
1960 · 
1961 · 
1962 · 
1963 · 
1964 · 
1965 · 
1966 · 
1967 · 
1968 · 
1969 · 
1970 · 
1971 · 
1972 · 
1973 · 
1974 · 
1975 · 
1976 · 
1977 · 
1978 · 
1979 · 
1980 · 
1981 · 
1982 · 
1983 · 
1984 · 
1985 · 
1986 · 
1987 · 
1988 · 
1989 · 
1990 · 
1991 · 
1992 · 
1993 · 
1994 · 
1995 · 
1996 · 
1997 · 
1998 · 
1999 · 
2000 · 
2001 · 
2002 · 
2003 · 
2004 · 
2005 · 
2006 · 
2007 · 
2008 · 
2009 · 
2010 · 
2011 · 
2012 · 
2013 · 
2014 · 
2015 · 
2016 · 
2017 · 
2018 ·
2019 ·
2020
Albanië ·
Algerije ·
Andorra ·
Armenië ·
Azerbeidzjan ·
Bahrein ·
Barbados ·
België ·
Bermuda ·
Bolivia ·
Bosnië en Herzegovina ·
Brazilië ·
Bulgarije ·
Canada ·
Chili ·
China ·
Colombia ·
Costa Rica ·
Cyprus ·
Denemarken ·
DDR ·
(West-)Duitsland ·
Ecuador ·
Egypte ·
Engeland ·
Estland ·
Faeröer ·
Frankrijk ·
Georgië ·
Griekenland ·
Honduras ·
Hongarije ·
Ierland ·
IJsland ·
India ·
Irak ·
Israël ·
Italië ·
Japan ·
Jemen ·
Joegoslavië ·
Jordanië ·
Kameroen ·
Kazachstan ·
Koeweit ·
Kosovo ·
Kroatië ·
Letland ·
Liechtenstein ·
Litouwen ·
Luxemburg ·
Maleisië ·
Malta ·
Marokko ·
Mexico ·
Moldavië ·
Montenegro ·
Nederland ·
Noord-Ierland ·
Noord-Korea ·
Noord-Macedonië ·
Noorwegen ·
Oekraïne · 
Oman ·
Oostenrijk ·
Peru ·
Polen ·
Portugal ·
Qatar ·
Roemenië ·
Rusland ·
San Marino ·
Saoedi-Arabië ·
Schotland ·
Servië ·
Servië en Montenegro ·
Singapore ·
Slovenië ·
Slowakije ·
Sovjet-Unie ·
Spanje ·
Thailand ·
Trinidad en Tobago ·
Tsjechië ·
Tsjecho-Slowakije ·
Tunesië ·
Turkije ·
Uruguay ·
Verenigde Arabische Emiraten ·
Verenigde Staten ·
Wales ·
Wit-Rusland ·
Zuid-Korea ·
Zweden ·
Zwitserland
België (2021) · 
Denemarken (2021) · 
Rusland (2021)
KSÍ · A-internationals · Bondscoaches · Statistieken · IJslands vrouwenelftal · Olympisch elftal · IJsland U21 · IJsland U20 · IJsland U19 · IJsland U18 · IJsland U17 · IJsland U16 · Vrouwen U17
1946 – 1949 · 1950 – 1959 · 1960 – 1969 · 1970 – 1979 · 1980 – 1989 · 1990 – 1999 · 2000 – 2009 · 2010 – 2019 · 2020 − 2029
EK 2016
WK 2018
1946 · 1947 · 1948 · 1949 · 1950 · 1951 · 1952 · 1953 · 1954 · 1955 · 1956 · 1957 · 1958 · 1959 · 1960 · 1961 · 1962 · 1963 · 1964 · 1965 · 1966 · 1967 · 1968 · 1969 · 1970 · 1971 · 1972 · 1973 · 1974 · 1975 · 1976 · 1977 · 1978 · 1979 · 1980 · 1981 · 1982 · 1983 · 1984 · 1985 · 1986 · 1987 · 1988 · 1989 · 1990 · 1991 · 1992 · 1993 · 1994 · 1995 · 1996 · 1997 · 1998 · 1999 · 2000 · 2001 · 2002 · 2003 · 2004 · 2005 · 2006 · 2007 · 2008 · 2009 · 2010 · 2011 · 2012 · 2013 · 2014 · 2015 · 2016 · 2017 · 2018 · 2019 · 2020 · 2021 · 2022 · 2023 · 2024
Albanië ·
Andorra ·
Argentinië ·
Armenië ·
Azerbeidzjan ·
Bahrein ·
België ·
Bermuda ·
Bolivia ·
Bosnië en Herzegovina ·
Brazilië ·
Bulgarije ·
Canada ·
Chili ·
China ·
Cyprus ·
Denemarken ·
DDR ·
Duitsland ·
El Salvador ·
Engeland ·
Estland ·
Faeröer ·
Finland ·
Frankrijk ·
Georgië ·
Ghana ·
Griekenland ·
Guatemala ·
Honduras ·
Hongarije ·
Ierland ·
India ·
Iran ·
Israël ·
Italië ·
Japan ·
Kazachstan ·
Koeweit ·
Kosovo ·
Kroatië ·
Letland ·
Liechtenstein ·
Litouwen ·
Luxemburg ·
Malta ·
Mexico ·
Moldavië ·
Montenegro ·
Nederland ·
Nigeria ·
Noord-Ierland ·
Noord-Macedonië ·
Noorwegen ·
Oeganda ·
Oekraïne ·
Oostenrijk ·
Peru · 
Polen ·
Portugal ·
Qatar ·
Roemenië ·
Rusland ·
San Marino ·
Saoedi-Arabië ·
Schotland ·
Slovenië ·
Slowakije ·
Sovjet-Unie ·
Spanje ·
Trinidad en Tobago ·
Tsjechië ·
Tsjecho-Slowakije ·
Tunesië ·
Turkije ·
Venezuela ·
Verenigde Arabische Emiraten ·
Verenigde Staten ·
Wales ·
Wit-Rusland ·
Zuid-Afrika ·
Zuid-Korea ·
Zweden ·
Zwitserland
Argentinië (2018) ·
Engeland (2016) · 
Hongarije (2016) ·
Kroatië (2018) ·
Nigeria (2018) · 
Portugal (2016)